# Tabarie Henry
Tabarie Joil Henry (Saint Thomas, 1º dicembre 1987) è un velocista americo-verginiano, specializzato nei 400 metri piani.
Il 27 luglio 2012 è stato portabandiera per le Isole Vergini Americane alla cerimonia di apertura dei Giochi della XXX Olimpiade a Londra.

## Progressione

### 400 metri piani
| Stagione | Tempo | Luogo       | Data      | Rank. Mond. |
| -------- | ----- | ----------- | --------- | ----------- |
| 2014     | 45"62 | New York    | 14-6-2014 | 84º         |
| 2013     | 47"48 | New York    | 25-5-2013 |             |
| 2012     | 45"19 | Londra      | 5-8-2012  | 34º         |
| 2011     | 44"83 | Baton Rouge | 2-4-2011  | 13º         |
| 2010     | 45"07 | Mayagüez    | 26-7-2010 | 24º         |
| 2009     | 44"77 | Hutchinson  | 23-5-2009 | 6º          |
| 2008     | 45"19 | Pechino     | 19-8-2008 | 35º         |
| 2006     | 46"51 | Greensboro  | 17-6-2006 |             |

## Palmarès
| Anno | Manifestazione  | Sede     | Evento      | Risultato  | Prestazione | Note                                     |
| ---- | --------------- | -------- | ----------- | ---------- | ----------- | ---------------------------------------- |
| 2008 | Campionati CAC  | Cali     | 200 m piani | Batteria   | 21"20       |                                          |
| 2008 | Campionati CAC  | Cali     | 400 m piani | Finale     | dnf         |                                          |
| 2008 | Giochi olimpici | Pechino  | 400 m piani | Semifinale | 45"19       | Record nazionale                         |
| 2009 | Campionati CAC  | L'Avana  | 200 m piani | Batteria   | 21"07       |                                          |
| 2009 | Campionati CAC  | L'Avana  | 4×100 m     | 6º         | 39"89       |                                          |
| 2009 | Campionati CAC  | L'Avana  | 4×400 m     | 7º         | 3'07"05     |                                          |
| 2009 | Mondiali        | Berlino  | 400 m piani | 4º         | 45"42       |                                          |
| 2010 | Giochi CAC      | Mayagüez | 400 m piani | Argento    | 45"07       |                                          |
| 2010 | Giochi CAC      | Mayagüez | 4×100 m     | Batteria   | dq          |                                          |
| 2011 | Mondiali        | Taegu    | 400 m piani | 7º         | 45"55       |                                          |
| 2012 | Mondiali indoor | Istanbul | 400 m piani | 4º         | 45"96       | Miglior prestazione personale stagionale |
| 2012 | Giochi olimpici | Londra   | 400 m piani | Semifinale | 45"19       | Miglior prestazione personale stagionale |
| 2014 | Mondiali indoor | Sopot    | 400 m piani | Batteria   | 46"87       |                                          |
| 2014 | World Relays    | Nassau   | 4×200 m     | Batteria   | 1'25"01     |                                          |
| 2015 | World Relays    | Nassau   | 4×200 m     | Batteria   | 1'25"31     | Miglior prestazione personale stagionale |